# 6月10日
6月10日是公历一年中的第161天（闰年第162天），离全年结束还有204天。

## 大事记

### 19世紀以前
- 1190年：神圣罗马帝国皇帝腓特烈一世在第三次十字军东征途中于安纳托力亚格克苏河溺死。
- 1610年：第一批荷兰移民来到曼哈顿。
- 1786年：中國大渡河上的一座土石流大壩在地震形成十天後，又被餘震摧毀，造成洪水氾濫，估計有10萬人喪生。

### 19世紀
- 1829年：英國牛津大學賽艇社在倫敦泰晤士河舉行的首場賽艇對抗賽中擊敗劍橋大學賽艇社。
- 1846年：加利福尼亚共和国宣布脱离墨西哥。
- 1861年：南北戰爭：在維吉尼亞州約克縣大伯特利之役的勝利中，邦聯軍僅傷亡8人。
- 1865年：德國劇作家理察·華格納創作的歌劇《崔斯坦與伊索德》在慕尼黑國家劇院舉行首演。
- 1871年：為了報復謝爾曼將軍號事件，美國遠征艦隊登陸並佔領江華島數個朝鮮王朝堡壘。
- 1900年：英國海軍司令西摩爾中將率領八國聯軍2000多士兵從大沽口經天津向北京進犯，在廊坊和楊村遭到義和團和清軍的阻擊，傷亡慘重，戰敗撤退。

### 20世紀
- 1916年：愛爾蘭爆發反對英國統治的暴亂後，局勢緊張。到6月10日，英國頒布特赦令，希望緩和局勢，但是許多著名的革命分子，例如維里拉依然鼓吹獨立運動。四年後愛爾蘭終於脫離英國實現自治。至於當年拘禁愛爾蘭革命分子的監獄，就成為古蹟供人遊覽和憑弔。
- 1919年：中华民国北洋军阀政府释放在五四运动中被捕的学生，中華民國大總統徐世昌被迫下令免去交通總長曹汝霖、駐日公使章宗祥、幣制局總裁陸宗輿職務。
- 1920年：時的紀念日（時の記念日）是日本政府在台灣為了倡導守時的觀念於1920年（大正9年）所制定，日期定為6月10日。其源自《日本書紀》記載天智天皇於10年4月25日（新曆6月10日）「漏尅於新臺。始打候時動鍾鼓。始用漏尅。此漏尅者天皇爲皇太子時始親所製造也。云云。」而來。漏尅即水鐘。
- 1935年：玻利维亚和巴拉圭开始就停火一事进行谈判，大厦谷战争宣告结束。
- 1940年：第二次世界大战：意大利总理贝尼托·墨索里尼宣布意大利王国正式向英国和法国宣战，并开始入侵法国。
- 1940年：第二次世界大战：加拿大向意大利宣战。
- 1940年：第二次世界大战：挪威军队在经过62天的抵抗后向德国投降，德国成功占领挪威。
- 1942年：为报复莱因哈德·海德里希遭捷克斯洛伐克地下组织杀害，纳粹德国党卫军对利迪策村民展开集体屠杀。
- 1943年：共产国际正式宣告解散。
- 1943年：在阿根廷避难的匈牙利兄弟拉季斯洛·比罗和乔治·比罗申请了圆珠笔专利。
- 1944年：纳粹德国亲卫队第2师对法国格拉讷河畔奥拉杜尔的村民展开集体屠杀，造成642人死亡。
- 1954年：中國人民解放軍海軍獨立潛水艇大隊正式成立。
- 1957年：在約翰·迪芬貝克的領導下，進步保守黨在加拿大聯邦大選中贏得眾議院的多數席位。
- 1965年：一架三叉戟2E型客机在伦敦希思罗机场降落时完成了航空史上民航客机首次在正常运营中的自动着陆。
- 1967年：叙利亚军队撤出戈兰高地，随后以色列宣布停火，第三次中东战争结束。
- 1978年：香港海關人員在香港以東果洲群島附近海床撈獲680磅無水醋酸，是香港當時的最大宗。這批無水醋酸，可以提煉出二千多磅的海洛英，價值超過一億元。
- 1987年：韓國各地爆發要求直接選舉總統的大規模抗議活動。
- 1990年：英國航空5390號班機事故
- 1991年：11岁的洁西·李·杜加在加利福尼亚州南太浩湖遭人绑架，一直到2009年才获救。

### 21世紀
- 2004年：阿富汗一伙恐怖分子在北部省份昆都士附近襲擊了一個中國援建的建築工地，造成11名中國工人死亡，5人受傷。
- 2005年：中國黑龍江牡丹江地區寧安市沙蘭鎮遭受百年一遇的特大山洪和泥石流災害，造成沙蘭鎮中心小學正在上課的105名學生死亡。
- 2005年：1949年中華民國政府遷台後仍繼續在臺灣運作至2005年《中華民國憲法增修條文》修正，該次修憲後凍結所有與國民大會相關的條文。
- 2017年：2017年凌天航空直升機事故，3人罹難。
- 2021年：日环食，此次日环食将经过加拿大、格陵兰、俄罗斯，日偏食则将覆盖北美洲北部、欧洲大部分、亚洲中北部及周边部分地区。
- 2022年：中国河北省唐山市一家烧烤店发生打人事件，以男子陈继志为首的9人对店内的4名进行暴力殴打，造成对方受伤。事件牵连出当地大量涉黑案件，同时引发中国互联网的讨论。
- 2025年：奥地利施蒂里亚州首府格拉茨三卫巷联邦高级中学（德语：Oberstufenrealgymnasium）发生校园枪击案，包括枪手在内的10人死亡，另有11人受伤[1]。

## 出生
- 867年：宇多天皇，日本第59代天皇（931年逝世）
- 1757年：喬治·紐金特爵士，英國陸軍軍官（1849年逝世）
- 1762年：瑪麗亞·特蕾莎·卡耶塔娜·德席爾瓦，西班牙貴族，第十三代阿爾瓦女公爵（1802年逝世）
- 1804年：赫爾曼·施萊格爾，德國鳥類學家、爬蟲兩棲類學家（1884年逝世）
- 1819年：古斯塔夫·库尔贝，法國画家（1877年逝世）
- 1835年：丽贝卡·费尔顿，美国历史上第一位女性联邦参议员（1930年逝世）
- 1886年：早川雪洲，日本男演員（1973年逝世）
- 1897年：塔季扬娜·尼古拉耶芙娜，俄羅斯帝國末代女大公（1918年逝世）
- 1904年：林徽因，中國建筑师、诗人（1955年逝世）
- 1906年：泰克拉·朱尼维茨，波兰超级人瑞（2022年逝世）
- 1915年：索尔·贝娄，美国作家（2005年逝世）
- 1921年：雅科夫·斯普林格，以色列男子摔跤運動員、舉重教練和裁判（1972年逝世）
- 1921年：菲利普親王，英國女王伊莉莎白二世的丈夫（2021年逝世）
- 1922年：茱蒂·嘉蘭，美國女演員、歌唱家（1969年逝世）
- 1927年：林洋港，中華民國政治人物，暱稱「阿港伯」（2013年逝世）
- 1927年：尤金·派克，美國天文學家（2022年逝世）
- 1928年：高而潘，臺灣建築師（2022年逝世）
- 1929年：葉夫根尼·恰佐夫，蘇聯醫學博士、心臟病專家（2021年逝世）
- 1929年：艾德華·威爾森，美國昆蟲學家、博物學家、生物學家（2021年逝世）
- 1929年：詹姆斯·麥克迪維特，美國太空人（2022年逝世）
- 1930年：許蒼澤，臺灣攝影師（2006年逝世）
- 1935年：陸家羲，中國業餘數學家，身後獲頒國家自然科學獎一等獎（1983年逝世）
- 1935年：辰巳嘉裕，日本漫畫家（2015年逝世）
- 1944年：齊夫·傅利曼，以色列男子舉重運動員（1972年逝世）
- 1950年：陳婉真，臺灣新聞工作者、政治人物（2025年逝世）
- 1950年：陳菊，臺灣政治人物，現任監察院院長，曾任高雄市市長
- 1955年：霍耀良，香港電影導演、製片人（2024年逝世）
- 1959年：寺澤大介，日本漫畫家
- 1959年：卡洛·安切洛蒂，義大利職業足球員、教練
- 1961年：王孝維，臺灣政治人物
- 1961年：岡本吉起，日本遊戲製作人
- 1961年：羅德里戈·查韋斯·羅伯斯，哥斯大黎加經濟學家、政治人物，現任哥斯大黎加總統
- 1962年：黃家駒，香港歌手（1993年逝世）
- 1962年：安倍昭惠，日本第一夫人
- 1963年：章小蕙，香港藝人
- 1965年：楊順清，臺灣導演
- 1965年：伊麗莎白·赫莉，英國女演員
- 1965年：喬伊·聖地牙哥，菲律賓裔美國吉他手、作曲家
- 1968年：神奈延年，日本男性聲優
- 1969年：崔錦棠，香港藝人，前香港三項鐵人代表隊成員、教練
- 1969年：吉娜·普林斯-貝瑟伍，美國電影導演、編劇
- 1970年：阿末法依扎·阿祖穆，馬來西亞政治人物
- 1971年：張洛君，臺灣歌手
- 1971年：泰勒·阿姆斯壯，美國電視名人
- 1973年：沈世朋，臺灣男演員
- 1977年：周幼婷，台灣女演員
- 1977年：阮曉寰，中國電腦從業者、部落客作家
- 1977年：松隆子，日本藝人
- 1981年：哈希姆，約旦王子
- 1982年：马德琳，瑞典公主
- 1982年：塔拉·利平斯基，美國女子花式滑冰運動員
- 1983年：薛仕凌，臺灣演員、歌手
- 1984年：張韋怡，香港女藝人
- 1984年：櫻朱音，日本AV女優
- 1987年：何沖，中國跳水運動員
- 1987年：J.Fla，韓國音樂人、YouTuber
- 1987年：詹姆斯·梅納德，英國數學家
- 1988年：傑夫·蒂格，美國NBA籃球運動員
- 1989年：陳華鑫，香港女演員
- 1989年：希崎潔西嘉，日本AV女優
- 1989年：亞歷山德拉·斯坦，羅馬尼亞創作歌手
- 1991年：馬哈馬·艾華，喀麥隆足球運動員
- 1992年：山縣亮太，日本男子田徑運動員
- 1992年：凯特·阿普顿，美國模特兒
- 1993年：泰昆多·崔西，牙買加男子田徑運動員
- 1994年：馮盈盈，香港演員、電視節目主持人
- 1995年：羅曉聰，香港足球運動員
- 1996年：文俊輝，韓國男子偶像團體SEVENTEEN成員
- 1997年：張家朗，香港男子擊劍運動員
- 1998年：山田美鈴，日本女性聲優
- 1999年：拉斐尔·莱昂，葡萄牙職業足球運動員
- 2001年：朱利恩·艾佛瑞德，聖露西亞女子田徑運動員
- 2004年：蓋兒，美國創作歌手
- 2008年：海倫娜·澤格爾，德國女演員

## 逝世
- 前323年：亚历山大大帝，馬其頓國王（前356年出生）
- 223年：汉昭烈帝刘备，蜀漢開國皇帝 （161年出生）
- 1190年：腓特烈一世，神圣罗马帝国皇帝（1122年出生）
- 1580年：賈梅士，葡萄牙最偉大的詩人（1524年出生）
- 1630年：織田信雄，日本安土桃山時代、江戶時代大名 ，織田信長之子（1558年出生）
- 1649年：艾儒略，義大利耶穌會傳教士（1582年出生）
- 1836年：安德烈-馬里·安培，法國物理學家、數學家，古典電磁學的創始人之一（1775年出生）
- 1852年：冯云山，太平天国南王（1815年出生）
- 1858年：羅伯特·布朗，英國植物學家（1773年出生）
- 1899年：埃内斯特·肖松，法國作曲家（1855年出生）
- 1900年：威廉·屈內，德國生理學家（1837年出生）
- 1913年：飯田豐二，日本鐵道工程師（1874年出生）
- 1923年：皮埃爾·洛蒂，法國小說家、海軍軍官（1850年出生）
- 1926年：安东尼·高第，西班牙建筑师（1852年出生）
- 1949年：西格丽德·温塞特，挪威作家（1822年出生）
- 1951年：許學，臺灣醫生、政治人物（1892年出生）
- 1955年：瑪格麗特·艾伯特，美國業餘高爾夫球手（1878年出生）
- 1967年：史賓塞·屈賽，美國電影演員（1900年出生）
- 1982年：宁那·华纳·法斯宾德，德国导演、演员、话剧作家，新德国电影的代表人物（1945年出生）
- 1983年：廖承志，中国共产党统战部门负责人、中共中央政治局委員、第五屆全國人民代表大會常務委員會副委員長，主管港澳台、華僑事務（1908年出生）
- 1986年：迪克·苏迪曼，印度尼西亚男子羽毛球运动员，被誉为“印尼羽毛球之父”（1922年出生）
- 1998年：勒罗伊·乔列特，美國職業籃球運動員（1925年出生）
- 2000年：哈菲兹·阿萨德，敘利亞政治人物，第18任叙利亚总统（1930年出生）
- 2001年：勒伊拉·巴列維，伊朗公主（1970年出生）
- 2004年：雷·查尔斯，美國靈魂音樂家、鋼琴演奏家，節奏布魯斯開創者（1930年出生）
- 2007年：蔡德允，香港古琴演奏家、藝術教育家（1905年出生）
- 2008年：瑪蒂爾德·荷恩，出生於阿根廷的西班牙翻譯家（1914年出生）[2]
- 2012年：南野信吾（日语：南野信吾），日本音樂製作人（1970年出生）
- 2016年：克里斯蒂娜·圭密，美國女歌手（1994年出生）
- 2017年：凌天航空直升機事故罹難者：
  - 齊柏林，台灣紀錄片攝影師、環保運動者（1964年出生）
  - 張志光，齊柏林拍攝《看見台灣》續集《看見台灣II》的直升機飛行機師（1964年出生）
  - 陳冠齊，台灣太陽花學運、環境保育、性別平等運動人物（1992年出生）
- 2023年：泰德·卡辛斯基，美國數學家、無政府主義者、國內恐怖主義者（1942年出生）
- 2024年：索羅斯·奇利瑪，馬拉威經濟學家、政治人物，第7任馬拉威副總統（1973年出生）
- 2025年：蘇欽達·甲巴允，泰國軍事人物，第19任泰國總理（1933年出生）

## 节假日和习俗
- 葡萄牙：葡萄牙日、賈梅士日暨葡僑日
- 日本：時的紀念日
- 義大利：海軍節